# Петропавловка (Шахтёрский район)
Петропа́вловка (укр. Петропавлівка) — село на Украине, находится в Шахтёрском районе Донецкой области. Под контролем самопровозглашённой Донецкой Народной Республики.

## География
В Донецкой области имеются ещё 2 одноимённых населённых пункта, в том числе село Петропавловка в соседнем Амвросиевском районе.

#### Соседние населённые пункты по странам света
С: Димитрова, Тимофеевка
СЗ: Орлово-Ивановка
СВ: Стрюково
З: Михайловка
В: Рассыпное (село), Рассыпное (посёлок), Грабово
ЮЗ: Стожково, Стожковское
ЮВ: Балочное, Ровное, Пелагеевка
Ю: Красный Луч, Московское, Контарное

## Население
Население по переписи 2001 года составляло 952 человека.

## История
Село основано в 1860 году. Первыми поселенцами были выходцы из Таврической губернии.

## Общие сведения
Код КОАТУУ — 1425286701. Телефонный код — 6255.

## Адрес местного совета
86230, Донецкая область, Шахтёрский р-н, с. Петропавловка